# Vicente Sol Sánchez
Vicente Sol Sánchez (Crevillent, 9 de setembre de 1890 – Santiago de Xile, 29 de desembre de 1953) fou un polític valencià. Treballà com a ferroviari i milità a Izquierda Republicana.

## Biografia
A les eleccions generals espanyoles de 1931 fou elegit diputat del Partit Republicà Radical Socialista per la província de Valladolid. El 1931 fou nomenat governador civil de la província de Sevilla en 1931. La presència de velles herències i inèrcies d'èpoques anteriors, sumades a la pretensió de mostrar al nou règim com a garant de l'ordre, suposarien el seu
posicionament a favor del manteniment de l'ordre social tradicional.
Durant el seu mandat es produïren els Fets de Gilena.
El 8 de juny de 1932 fou nomenat Director General de Presons pel Ministre de Justícia d'Espanya Álvaro de Albornoz y Liminiana. Fou destituït el 29 d'abril de 1933.
A les eleccions generals espanyoles de 1936 va ser escollit diputat dins les llistes del Front Popular com a membre d'Izquierda Republicana per la circumscripció de Badajoz amb 168.162 vots de 309.703 emesos, en un cens electoral de 409.878 electors, sent el quart candidat més votat de la seva circumscripció on va resultar vencedor
El 1931 fou nomenat governador civil de Sevilla i de Badajoz, càrrecs que deixà el 1932 quan fou nomenat Director General de Presons. No va revalidar l'escó el 1932 i a les eleccions generals espanyoles de 1936 fou elegit diputat per Badajoz José Aliseda Olivares.
En esclatar la guerra civil espanyola fou representant del Govern del bàndol republicà en la Columna Miaja quan el 20 d'agost de 1936 va estar a punt d'ocupar la ciutat de Còrdova. Fou nomenat novament Director General de Presons i va participar en la presa d'Almansa i en organitzar les forces que recuperaren Albacete, aleshores ocupada pel bàndol nacional.
En acabar la guerra es va exiliar a Xile i fou membre del segon govern d'Albornoz (1949-1951) com a ministre a América. Se tractava d'un gabinet de tarannà apartidista, la composició del qual no corresponia a cap acord entre partits.